# Vuelta a la Comunidad de Madrid 2016
La 29.ª edición de la Vuelta a la Comunidad de Madrid (nombre oficial: Vuelta Internacional a la Comunidad de Madrid) se disputó entre el 7 y el 8 de mayo de 2016 con un recorrido de 245,1 kilómetros en dos etapas entre las localidad de Las Rozas de Madrid y Madrid.
La carrera formó parte del UCI Europe Tour 2016, dentro de la categoría UCI 2.1 y fue ganada por el ciclista español Juanjo Lobato del equipo Movistar. El podio lo completaron los ciclistas Jesús Herrada también del Movistar y Daniele Ratto del Androni Giocattoli-Sidermec.

## Equipos participantes
Tomaron parte en la carrera 14 equipos: 1 de categoría UCI ProTeam, 3 de categoría Profesional Continental, 9 de categoría Continental y el equipo nacional de España, quienes formaron un pelotón de 110 ciclistas de los que terminaron 100. Los equipos participantes fueron:
| WorldTeam- Movistar Team Equipos continentales profesionales (3)- Caja Rural-Seguros RGA - Androni Giocattoli-Sidermec - Delko-Marseille Provence-KTM Equipos continentales (9)- Lokosphinx - Burgos-BH - Euskadi Basque Country-Murias - Boyacá Raza de Campeones - Louletano-Hospital de Loulé - Manzana Postobón - Inteja-MMR Dominican - Rádio Popular-Boavista - LA Alumínios-Antarte Equipo nacional- España |
| |

## Recorrido
| Etapa     | Fecha    | Recorrido                                   | type                   | Distancia (km) | Ganador               | Líder         |
| --------- | -------- | ------------------------------------------- | ---------------------- | -------------- | --------------------- | ------------- |
| 1.ª etapa | 7 de may | Rozas de Madrid, Las – Rozas de Madrid, Las | etapa de media montaña | 174,4          | Juanjo Lobato         | Juanjo Lobato |
| 2.ª etapa | 8 de may | Madrid – Madrid                             | etapa escarpada        | 70,7           | Juan Sebastián Molano | Juanjo Lobato |

## Desarrollo de la carrera

### 1.ª etapa
| Rozas de Madrid, Las - Rozas de Madrid, Las | etapa de media montaña | (174,4 km) |

| \| Clasificación de la etapa \| Clasificación de la etapa \| Clasificación de la etapa \| Clasificación de la etapa \| Clasificación de la etapa \| \| Ciclista \| Ciclista \| Equipo \| Tiempo \| \| \| ------------------------- \| ------------------------- \| ----------------------------- \| ------------------------- \| ------------------------- \| \| 1.º \| Juanjo Lobato \| Movistar Team \| 4 h 18 min 11 s \| \| \| 2.º \| Jesús Herrada \| Movistar Team \| + 0 s \| \| \| 3.º \| Daniele Ratto \| Androni Giocattoli-Sidermec \| + 0 s \| \| \| 4.º \| Quentin Pacher \| Delko-Marseille Provence-KTM \| + 0 s \| \| \| 5.º \| Fabricio Ferrari \| Caja Rural-Seguros RGA \| + 0 s \| \| \| 6.º \| Jonathan Lastra \| Caja Rural-Seguros RGA \| + 0 s \| \| \| 7.º \| Sergio Pardilla \| Caja Rural-Seguros RGA \| + 0 s \| \| \| 8.º \| Garikoitz Bravo \| Euskadi Basque Country-Murias \| + 0 s \| \| \| 9.º \| Pablo Torres \| Burgos-BH \| + 0 s \| \| \| 10.º \| Hugh Carthy \| Caja Rural-Seguros RGA \| + 0 s \| \| |                  |                               |                 |
| |                  |                               |                 |
| |                  |                               |                 |
| Clasificación de la etapa |                  |                               |                 |
| Ciclista | Ciclista         | Equipo                        | Tiempo          |
| 1.º | Juanjo Lobato    | Movistar Team                 | 4 h 18 min 11 s |
| 2.º | Jesús Herrada    | Movistar Team                 | + 0 s           |
| 3.º | Daniele Ratto    | Androni Giocattoli-Sidermec   | + 0 s           |
| 4.º | Quentin Pacher   | Delko-Marseille Provence-KTM  | + 0 s           |
| 5.º | Fabricio Ferrari | Caja Rural-Seguros RGA        | + 0 s           |
| 6.º | Jonathan Lastra  | Caja Rural-Seguros RGA        | + 0 s           |
| 7.º | Sergio Pardilla  | Caja Rural-Seguros RGA        | + 0 s           |
| 8.º | Garikoitz Bravo  | Euskadi Basque Country-Murias | + 0 s           |
| 9.º | Pablo Torres     | Burgos-BH                     | + 0 s           |
| 10.º | Hugh Carthy      | Caja Rural-Seguros RGA        | + 0 s           |

| \| Clasificación general \| Clasificación general \| Clasificación general \| Clasificación general \| Clasificación general \| \| Ciclista \| Ciclista \| Equipo \| Tiempo \| \| \| --------------------- \| --------------------- \| ----------------------------- \| --------------------- \| --------------------- \| \| 1.º \| Juanjo Lobato \| Movistar Team \| 4 h 18 min 11 s \| \| \| 2.º \| Jesús Herrada \| Movistar Team \| + 0 s \| \| \| 3.º \| Daniele Ratto \| Androni Giocattoli-Sidermec \| + 0 s \| \| \| 4.º \| Quentin Pacher \| Delko-Marseille Provence-KTM \| + 0 s \| \| \| 5.º \| Fabricio Ferrari \| Caja Rural-Seguros RGA \| + 0 s \| \| \| 6.º \| Jonathan Lastra \| Caja Rural-Seguros RGA \| + 0 s \| \| \| 7.º \| Sergio Pardilla \| Caja Rural-Seguros RGA \| + 0 s \| \| \| 8.º \| Garikoitz Bravo \| Euskadi Basque Country-Murias \| + 0 s \| \| \| 9.º \| Pablo Torres \| Burgos-BH \| + 0 s \| \| \| 10.º \| Hugh Carthy \| Caja Rural-Seguros RGA \| + 0 s \| \| |                  |                               |                 |
| |                  |                               |                 |
| |                  |                               |                 |
| Clasificación general |                  |                               |                 |
| Ciclista | Ciclista         | Equipo                        | Tiempo          |
| 1.º | Juanjo Lobato    | Movistar Team                 | 4 h 18 min 11 s |
| 2.º | Jesús Herrada    | Movistar Team                 | + 0 s           |
| 3.º | Daniele Ratto    | Androni Giocattoli-Sidermec   | + 0 s           |
| 4.º | Quentin Pacher   | Delko-Marseille Provence-KTM  | + 0 s           |
| 5.º | Fabricio Ferrari | Caja Rural-Seguros RGA        | + 0 s           |
| 6.º | Jonathan Lastra  | Caja Rural-Seguros RGA        | + 0 s           |
| 7.º | Sergio Pardilla  | Caja Rural-Seguros RGA        | + 0 s           |
| 8.º | Garikoitz Bravo  | Euskadi Basque Country-Murias | + 0 s           |
| 9.º | Pablo Torres     | Burgos-BH                     | + 0 s           |
| 10.º | Hugh Carthy      | Caja Rural-Seguros RGA        | + 0 s           |

### 2.ª etapa
| Madrid - Madrid | etapa escarpada | (70,7 km) |

| \| Clasificación de la etapa \| Clasificación de la etapa \| Clasificación de la etapa \| Clasificación de la etapa \| Clasificación de la etapa \| \| Ciclista \| Ciclista \| Equipo \| Tiempo \| \| \| ------------------------- \| ------------------------- \| ----------------------------- \| ------------------------- \| ------------------------- \| \| 1.º \| Juan Sebastián Molano \| Manzana Postobón \| 1 h 39 min 32 s \| \| \| 2.º \| Juanjo Lobato \| Movistar Team \| + 0 s \| \| \| 3.º \| Serguéi Shílov \| Lokosphinx \| + 0 s \| \| \| 4.º \| Jesús Herrada \| Movistar Team \| + 0 s \| \| \| 5.º \| Daniele Ratto \| Androni Giocattoli-Sidermec \| + 0 s \| \| \| 6.º \| Aritz Bagües \| Euskadi Basque Country-Murias \| + 0 s \| \| \| 7.º \| Adrian González Velasco \| Euskadi Basque Country-Murias \| + 0 s \| \| \| 8.º \| Garikoitz Bravo \| Euskadi Basque Country-Murias \| + 0 s \| \| \| 9.º \| Carlos Jiménez Lozano \| Rádio Popular-Boavista \| + 0 s \| \| \| 10.º \| David Arroyo \| Caja Rural-Seguros RGA \| + 0 s \| \| |                         |                               |                 |
| |                         |                               |                 |
| |                         |                               |                 |
| Clasificación de la etapa |                         |                               |                 |
| Ciclista | Ciclista                | Equipo                        | Tiempo          |
| 1.º | Juan Sebastián Molano   | Manzana Postobón              | 1 h 39 min 32 s |
| 2.º | Juanjo Lobato           | Movistar Team                 | + 0 s           |
| 3.º | Serguéi Shílov          | Lokosphinx                    | + 0 s           |
| 4.º | Jesús Herrada           | Movistar Team                 | + 0 s           |
| 5.º | Daniele Ratto           | Androni Giocattoli-Sidermec   | + 0 s           |
| 6.º | Aritz Bagües            | Euskadi Basque Country-Murias | + 0 s           |
| 7.º | Adrian González Velasco | Euskadi Basque Country-Murias | + 0 s           |
| 8.º | Garikoitz Bravo         | Euskadi Basque Country-Murias | + 0 s           |
| 9.º | Carlos Jiménez Lozano   | Rádio Popular-Boavista        | + 0 s           |
| 10.º | David Arroyo            | Caja Rural-Seguros RGA        | + 0 s           |

## Clasificaciones finales
Las clasificaciones finalizaron de la siguiente forma:

### Clasificación general
| \| Clasificación general \| Clasificación general \| Clasificación general \| Clasificación general \| Clasificación general \| \| Ciclista \| Ciclista \| Equipo \| Tiempo \| \| \| --------------------- \| --------------------- \| ----------------------------- \| --------------------- \| --------------------- \| \| 1.º \| Juanjo Lobato \| Movistar Team \| 5 h 57 min 43 s \| \| \| 2.º \| Jesús Herrada \| Movistar Team \| + 0 s \| \| \| 3.º \| Daniele Ratto \| Androni Giocattoli-Sidermec \| + 0 s \| \| \| 4.º \| Garikoitz Bravo \| Euskadi Basque Country-Murias \| + 0 s \| \| \| 5.º \| Fabricio Ferrari \| Caja Rural-Seguros RGA \| + 0 s \| \| \| 6.º \| Quentin Pacher \| Delko-Marseille Provence-KTM \| + 0 s \| \| \| 7.º \| Sergio Pardilla \| Caja Rural-Seguros RGA \| + 0 s \| \| \| 8.º \| David Arroyo \| Caja Rural-Seguros RGA \| + 0 s \| \| \| 9.º \| Hugh Carthy \| Caja Rural-Seguros RGA \| + 0 s \| \| \| 10.º \| Pablo Torres \| Burgos-BH \| + 0 s \| \| |                  |                               |                 |
| |                  |                               |                 |
| |                  |                               |                 |
| Clasificación general |                  |                               |                 |
| Ciclista | Ciclista         | Equipo                        | Tiempo          |
| 1.º | Juanjo Lobato    | Movistar Team                 | 5 h 57 min 43 s |
| 2.º | Jesús Herrada    | Movistar Team                 | + 0 s           |
| 3.º | Daniele Ratto    | Androni Giocattoli-Sidermec   | + 0 s           |
| 4.º | Garikoitz Bravo  | Euskadi Basque Country-Murias | + 0 s           |
| 5.º | Fabricio Ferrari | Caja Rural-Seguros RGA        | + 0 s           |
| 6.º | Quentin Pacher   | Delko-Marseille Provence-KTM  | + 0 s           |
| 7.º | Sergio Pardilla  | Caja Rural-Seguros RGA        | + 0 s           |
| 8.º | David Arroyo     | Caja Rural-Seguros RGA        | + 0 s           |
| 9.º | Hugh Carthy      | Caja Rural-Seguros RGA        | + 0 s           |
| 10.º | Pablo Torres     | Burgos-BH                     | + 0 s           |

### Clasificación de la regularidad (por puntos)
| Clasificación por puntos | Clasificación por puntos | Clasificación por puntos      | Clasificación por puntos | Clasificación por puntos |
| Ciclista                 | Ciclista                 | Equipo                        | Puntos                   |                          |
| ------------------------ | ------------------------ | ----------------------------- | ------------------------ | ------------------------ |
| 1.º                      | Juanjo Lobato            | Movistar Team                 | 45 pts                   |                          |
| 2.º                      | Jesús Herrada            | Movistar Team                 | 34 pts                   |                          |
| 3.º                      | Daniele Ratto            | Androni Giocattoli-Sidermec   | 28 pts                   |                          |
| 4.º                      | Juan Sebastián Molano    | Manzana Postobón              | 25 pts                   |                          |
| 5.º                      | Garikoitz Bravo          | Euskadi Basque Country-Murias | 16 pts                   |                          |
| 6.º                      | Quentin Pacher           | Delko-Marseille Provence-KTM  | 16 pts                   |                          |
| 7.º                      | Serguéi Shílov           | Lokosphinx                    | 16 pts                   |                          |
| 8.º                      | Fabricio Ferrari         | Caja Rural-Seguros RGA        | 15 pts                   |                          |
| 9.º                      | Sergio Pardilla          | Caja Rural-Seguros RGA        | 10 pts                   |                          |
| 10.º                     | Jonathan Lastra          | Caja Rural-Seguros RGA        | 10 pts                   |                          |

### Clasificación de la montaña
| Clasificación de la montaña | Clasificación de la montaña | Clasificación de la montaña   | Clasificación de la montaña | Clasificación de la montaña |
| Ciclista                    | Ciclista                    | Equipo                        | Puntos                      |                             |
| --------------------------- | --------------------------- | ----------------------------- | --------------------------- | --------------------------- |
| 1.º                         | Heiner Parra                | Boyacá Raza de Campeones      | 21 pts                      |                             |
| 2.º                         | Wilmar Paredes              | Manzana Postobón              | 8 pts                       |                             |
| 3.º                         | Rodolfo Torres              | Androni Giocattoli-Sidermec   | 7 pts                       |                             |
| 4.º                         | Sergio Pardilla             | Caja Rural-Seguros RGA        | 4 pts                       |                             |
| 5.º                         | Jonathan Lastra             | Caja Rural-Seguros RGA        | 4 pts                       |                             |
| 6.º                         | Aldemar Reyes Ortega        | Manzana Postobón              | 4 pts                       |                             |
| 7.º                         | Diego Ochoa                 | Boyacá Raza de Campeones      | 4 pts                       |                             |
| 8.º                         | Mikel Bizkarra              | Euskadi Basque Country-Murias | 3 pts                       |                             |
| 9.º                         | Diego Rubio                 | Caja Rural-Seguros RGA        | 3 pts                       |                             |
| 10.º                        | Alberto Nardin              | Androni Giocattoli-Sidermec   | 3 pts                       |                             |

### Clasificación por equipos
| Clasificación por equipos | Clasificación por equipos     | Clasificación por equipos | Clasificación por equipos |
| Equipo                    | Equipo                        | Tiempo                    |                           |
| ------------------------- | ----------------------------- | ------------------------- | ------------------------- |
| 1.º                       | Euskadi Basque Country-Murias | 17 h 53 min 09 s          |                           |
| 2.º                       | Caja Rural-Seguros RGA        | + 0 s                     |                           |
| 3.º                       | Movistar Team                 | + 43 s                    |                           |
| 4.º                       | Androni Giocattoli-Sidermec   | + 3 min 47 s              |                           |
| 5.º                       | Rádio Popular-Boavista        | + 3 min 54 s              |                           |
| 6.º                       | Burgos-BH                     | + 4 min 03 s              |                           |
| 7.º                       | Boyacá Raza de Campeones      | + 5 min 07 s              |                           |
| 8.º                       | LA Alumínios-Antarte          | + 7 min 27 s              |                           |
| 9.º                       | Manzana Postobón              | + 7 min 41 s              |                           |
| 10.º                      | Louletano-Hospital de Loulé   | + 8 min 40 s              |                           |

## Evolución de las clasificaciones
| Etapa                   | Vencedor                | Clasificación general | Clasificación por puntos | Clasificación de la montaña | Clasificación por equipos     |
| ----------------------- | ----------------------- | --------------------- | ------------------------ | --------------------------- | ----------------------------- |
| 1.ª                     | Juanjo Lobato           | Juanjo Lobato         | Juanjo Lobato            | Heiner Parra                | Caja Rural-Seguros RGA        |
| 2.ª                     | Carlos Barbero          | Juanjo Lobato         | Juanjo Lobato            | Heiner Parra                | Euskadi Basque Country-Murias |
| Clasificaciones finales | Clasificaciones finales | Juanjo Lobato         | Juanjo Lobato            | Heiner Parra                | Euskadi Basque Country-Murias |